# Perulidia paracrista
Perulidia paracrista är en insektsart som beskrevs av Nielson 1983. Perulidia paracrista ingår i släktet Perulidia och familjen dvärgstritar. Inga underarter finns listade i Catalogue of Life.